# Les Romanov : Une famille couronnée
Pour plus de détails, voir Fiche technique et Distribution.
Les Romanov : Une famille couronnée (en russe : Романовы. Венценосная семья, Romanovy: Ventsenosnaya semya) est un film russe réalisé par Gleb Panfilov, sorti en 2000 et dont le sujet est les derniers jours du tsar Nicolas II et sa famille.
Le titre russe implique à la fois la couronne impériale de la Russie et la couronne d'épines associée aux martyrs.

## Fiche technique
- Titre : Les Romanov : Une famille couronnée
- Titre d'origine : Romanovy: Ventsenosnaya semya
- Réalisation : Gleb Panfilov
- Scénario : Gleb Panfilov, Inna Churikova, Ivan Panfilov
- Costume : Svetlana Titova
- Musique : Vadim Bibergan
- Producteur : Vladimir Bytchkov (ru)
- Pays d'origine : Russie
- Genre : Drame
- Durée : 135 minutes
- Date de sortie : 2000

## Distribution
- Aleksandre Galibine : le tsar Nicolas II
- Lynda Bellingham : la tsarine Alexandra Fiodorovna, son épouse
- Youlia Novikova : la grande-duchesse Olga, leur fille
- Ksenia Katchalina : la grande-duchesse Tatiana, leur fille
- Olga Vassilieva : la grande-duchesse Maria, leur fille
- Olga Boudina : la grande-duchesse Anastasia, leur fille
- Vladimir Gratchev : le tsarévich Alexis, leur fils
- Vladimir Konkine : colonel Ievgueni Kobylinski
- Oleg Bassilachvili : professeur Sergueï Fiodorov (ru)
- Mikhaïl Efremov : Aleksandr Kerenski
- Aleksandre Filippenko : Vladimir Ilitch Lénine
- Liubomiras Laucevicius : Iakov Iourovski
- Kirill Kozakov : Iakov Sverdlov
- Andreï Kharitonov : Pierre Gilliard
- Youri Klepikov : Lavr Kornilov
- Igor Dmitriev : Woldemar Freedricksz
- Alexeï Panine